# Las Fontainebleau

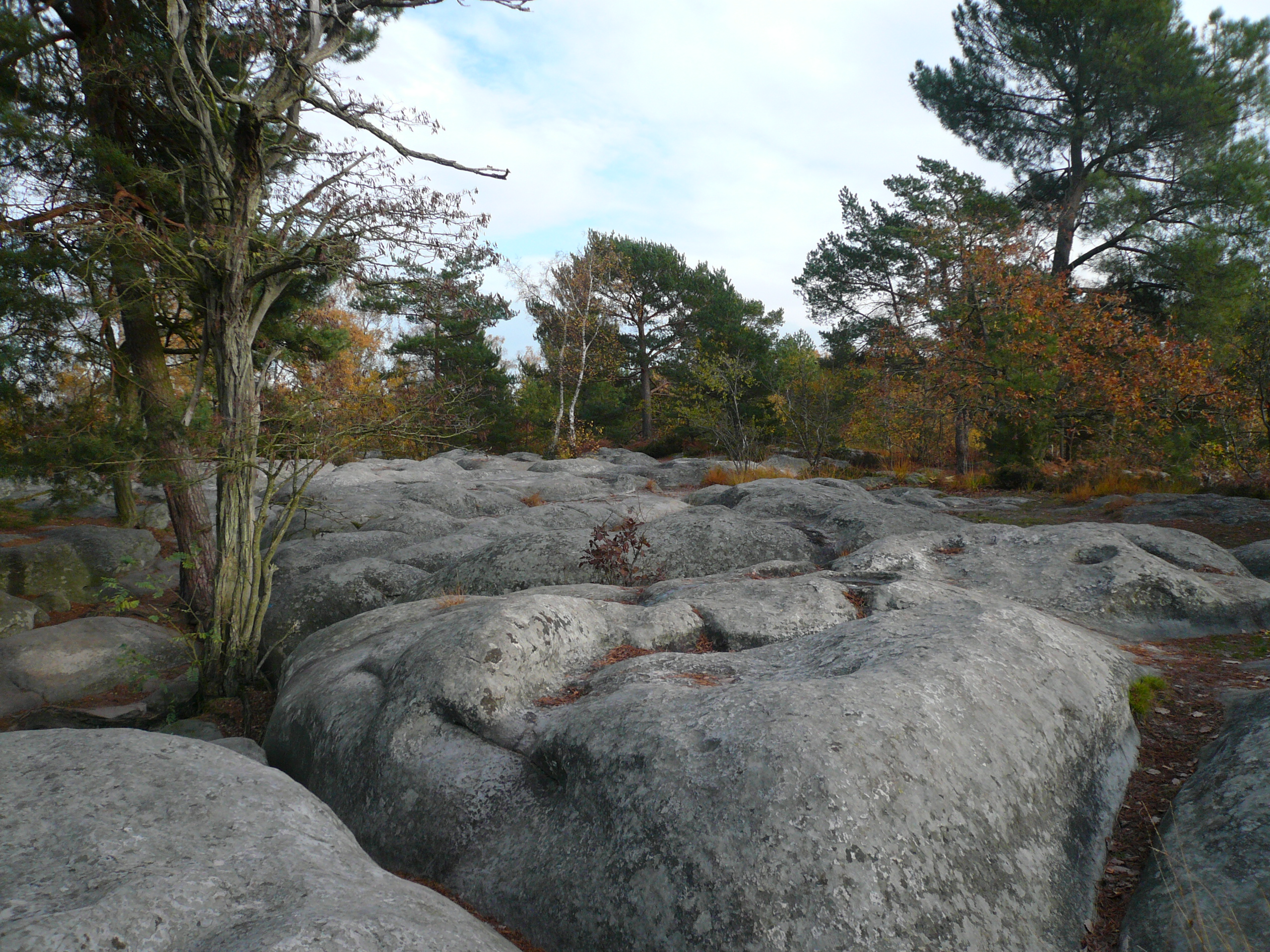
Las Fontainebleau w Apremont

Las Fontainebleau (fr. Forêt de Fontainebleau), zwana też Puszczą Bière (zniekształcone fr. Bruyère, wrzosowisko) – największy obszar leśny położony blisko Paryża. Dawne królewskie tereny łowieckie są dziś jednym z ulubionych obszarów rekreacyjnych Paryżan. Puszcza odcisnęła swoje piętno w XIX-wiecznym malarstwie francuskim i w historii ochrony przyrody. Rezerwat biosfery UNESCO.

## Historia

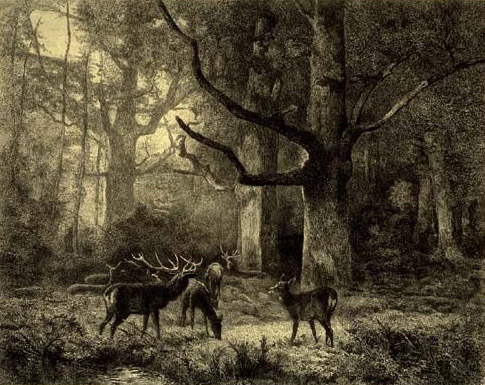
Las Fontainebleau autorstwa Karola Bodmera 1850 r.

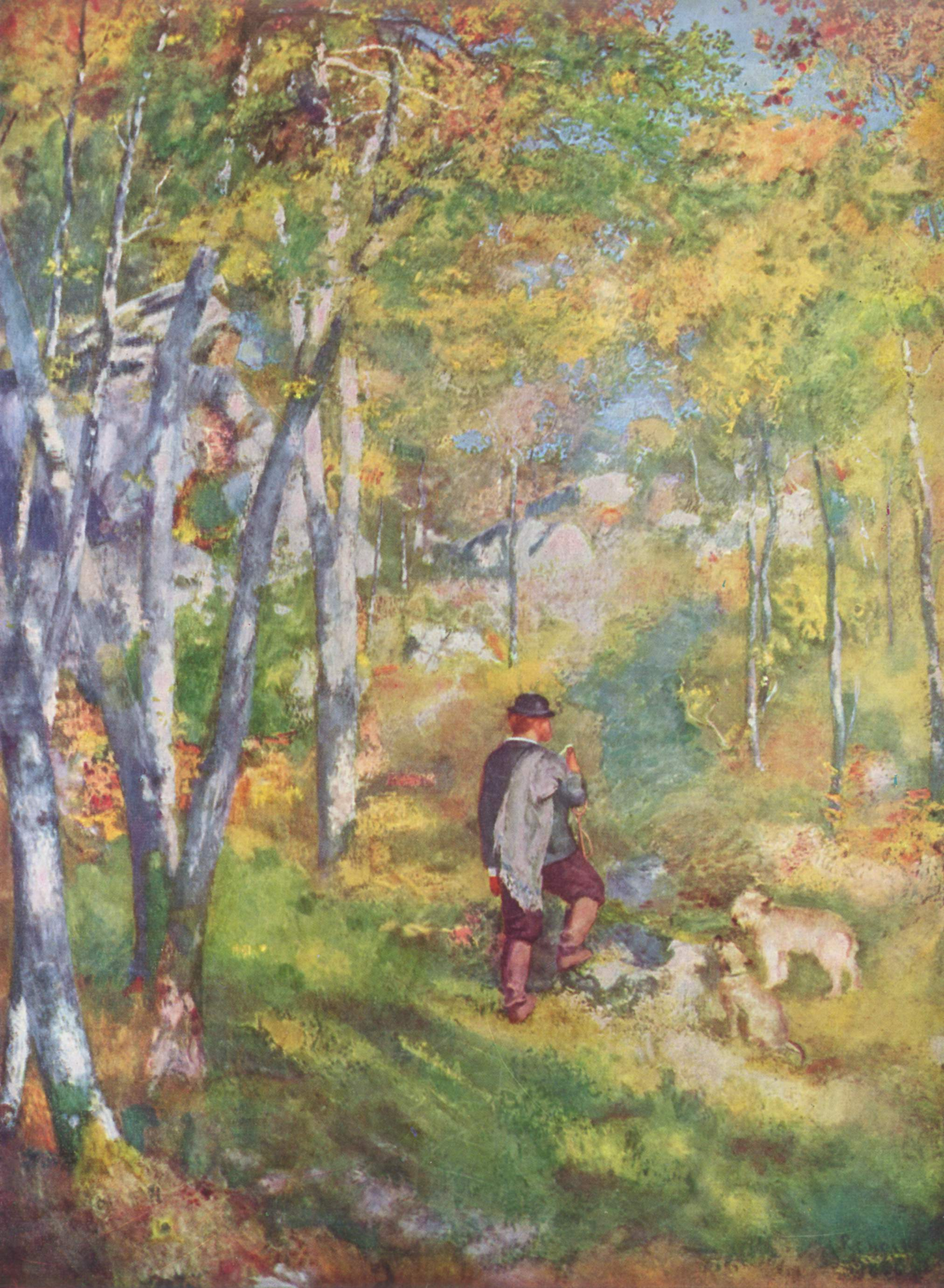
Juliusz le Cœur i jego psy w Lesie Fontainebleau Piotra Augusta Renoira z 1886 r. (Muzeum Sztuki w São Paolo, Brazylia)

Liczne stanowiska archeologiczne wskazują na bytność ludzi na terenie dzisiejszego lasu już 40 tysięcy lat temu. Od czasu neolitu istniały wokół osady ludzkie, jednak ze względu na brak dostępu do wody centralna część puszczy pozostawała niezamieszkana. W roku 1067 Filip I z dynastii Kapetyngów przejął księstwo Gâtinais włączając jego lasy do domeny królewskiej. Ich obszar zaczął zyskiwać na znaczeniu jako królewskie tereny myśliwskie, ale także jako teren ćwiczeń militarnych. Królewskie włości Fontainebleau były też strategicznie położone przy trakcie do Burgundii. W roku 1400 Karol VI Szalony wydał pierwsze rozporządzenia kontrolne ograniczające dostęp do lasu, tzw. „reformacje”. W XVI wieku przeprowadzono zmiany w administrowaniu puszczą, m.in. powołano urząd Wielkiego Leśnika. Reformy zarządzania lasem dotrwały do upadku monarchii. W tym czasie miał on powierzchnię 13 365 ha, choć aż 47% zajmowały bezleśne pustkowia; w ciągu następnych dwóch stuleci powiększono znacznie obszar puszczy, zalesiając dodatkowe obszary w celu zwiększenia terenów myśliwskich królów Francji.
Rewolucja Francuska przyczyniła się do największej w historii dewastacji lasu, powstrzymanej w 1807 r. za sprawą reform w zarządzaniu puszczą i pałacem, inicjowanych przez Napoleona I. W XIX wieku las stał się inspiracją dla wielu artystów, takich jak malarze Camille Corot, Claude Monet, Auguste Renoir, Paul Cézanne, Georges Seurat, członkowie szkoły z Barbizon, pisarze Victor Hugo, George Sand, Honoré de Balzac, Gustave Flaubert, Guy de Maupassant, Marcel Proust i wielu innych. Plantacja sosny na 6000 ha w 1830 r. doprowadziła do protestów wielu artystów, rozpoczynając starania o ochronę lasu. W tym czasie puszcza stała się popularnym celem wycieczek Paryżan, dzięki powstaniu pierwszego przewodnika po niej (1837 r.), wytyczeniu pierwszych szlaków turystycznych (1842 r.) i doprowadzeniu linii kolejowej do Fontainebleau (1849 r.). Starania wielu artystów, w tym Wiktora Hugo doprowadziły do wstrzymania prac leśniczych na 624 ha w 1853 r. i do powstania w 1861 r. na obszarze 1097 ha rezerwatu artystycznego (niekiedy uznawanego za pierwszy tego typu obszar chroniony na świecie poprzedzający powstanie Parku Narodowego Yellowstone). W 1872 r. powołano Komitet Ochrony Artystycznej Lasu Fontainebleau, przekształcony w 1907 r. w Towarzystwo Miłośników Lasu Fontainebleau istniejące do dziś. Dzięki jego zabiegom rezerwaty objęły 10% ówczesnego obszaru lasu.
Od połowy XIX wieku istnieje spora grupa miłośników puszczy, dążąca do nadania jej statusu parku narodowego, jak dotąd bezskutecznie. Jej działania doprowadziły jednak do powołania wielu inicjatyw ekologicznych, ważnych w skali krajowej, jak i międzynarodowej. W 1948 r. w Fontainebleau powołano Międzynarodową Unię Ochrony Przyrody. W czasie II wojny światowej puszcza była obszarem zrzutów spadochronowych dla ruchu oporu, organizowanych przez aliantów. W 1953 r. przekształcono rezerwaty artystyczne (tę formę ochrony przyrody zniesiono ostatecznie w 1967 r.) w rezerwaty biologiczne ścisłe i częściowe. Działania dążące do podniesienia rangi terenu doprowadziły do powstania w 1998 r. Rezerwatu Biosfery UNESCO Puszczy Fontainebleau i Gâtinais, w 2002 r. nadano całej puszczy status lasu chronionego (fr. Forêt de protection), a w 2013 jako pierwszy otrzymał markę Wyjątkowego Lasu (fr. Forêt d’Exception).

## Obszar

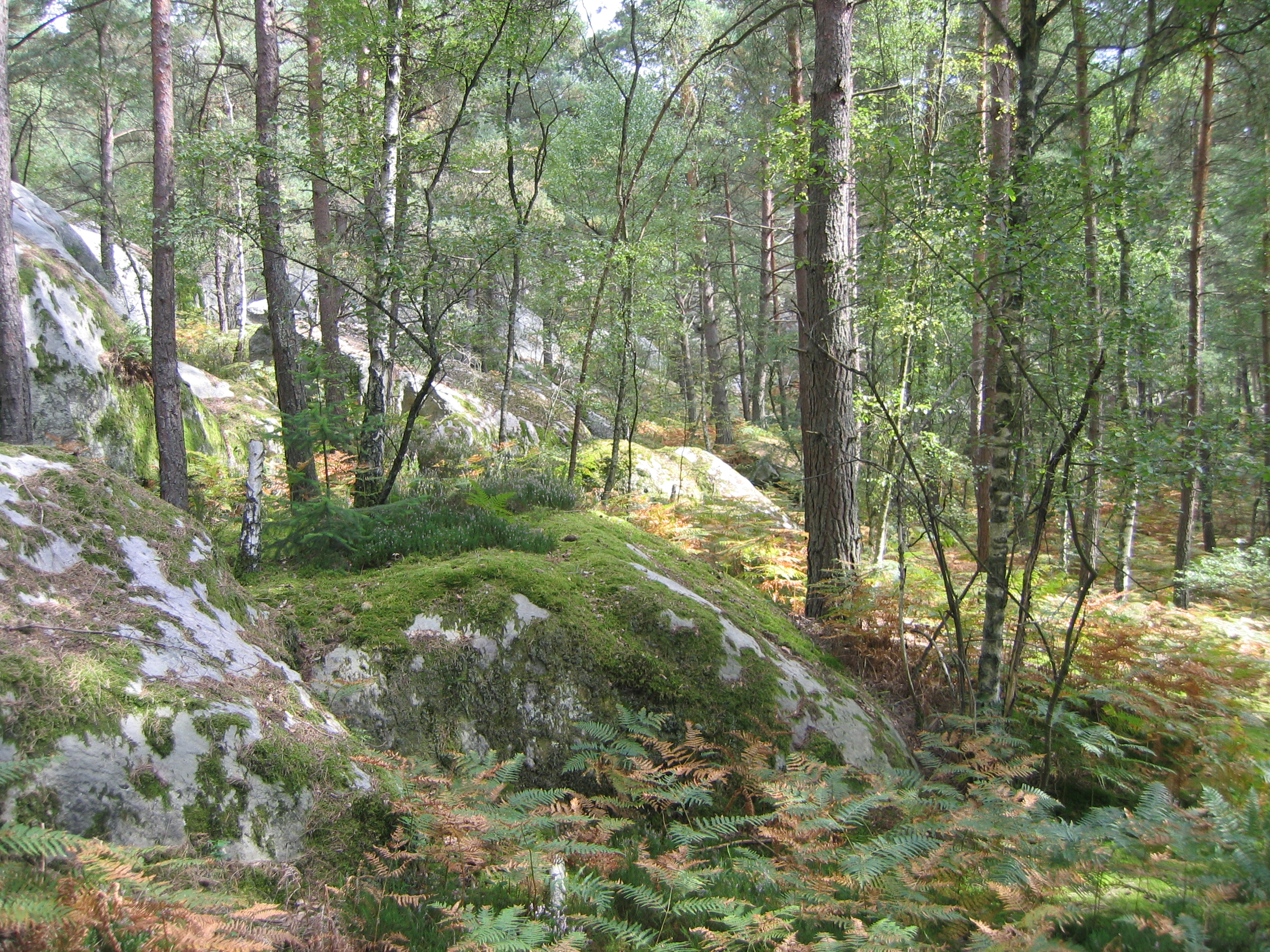
Dolina Franchard

Puszcza Fontainebleau leży 50 km na południowy wschód od granic Paryża, na skraju jego aglomeracji. Z tej przyczyny od wieków jest poddany presji ze strony człowieka. Las przetrwał dzięki opiece władców Francji, którzy w Fontainebleau umieścili swoją główną siedzibę myśliwską. Obszar właściwej puszczy zajmuje 170 km² lasu państwowego (fr. forêt domaniale), do którego zwyczajowo dolicza się 50 km² graniczących lasów prywatnych i dwa mniejsze lasy państwowe Trois Pignons (30 km²) i La Commanderie (24 km²). Oddziela je od puszczy autostrada A6, łącząca Paryż z Lyonem. Łącznie obszar leśny zajmuje 274 km². Wraz z przylegającymi terenami tworzy on las chroniony i obszar Natura 2000 o powierzchni 320 km².
Puszcza zajmuje urozmaicony krajobrazowo obszar piasków i skał piaskowcowych. Wydobywany na tym terenie kwarc ma jedną z najwyższych jakości na świecie. Charakterystycznymi formacjami dla puszczy są długie, równoległe łańcuchy skał na osi południowy wschód – północny zachód i rozdzielone płytkimi dolinami; zajmują one łącznie 40 km².

## Flora i Fauna

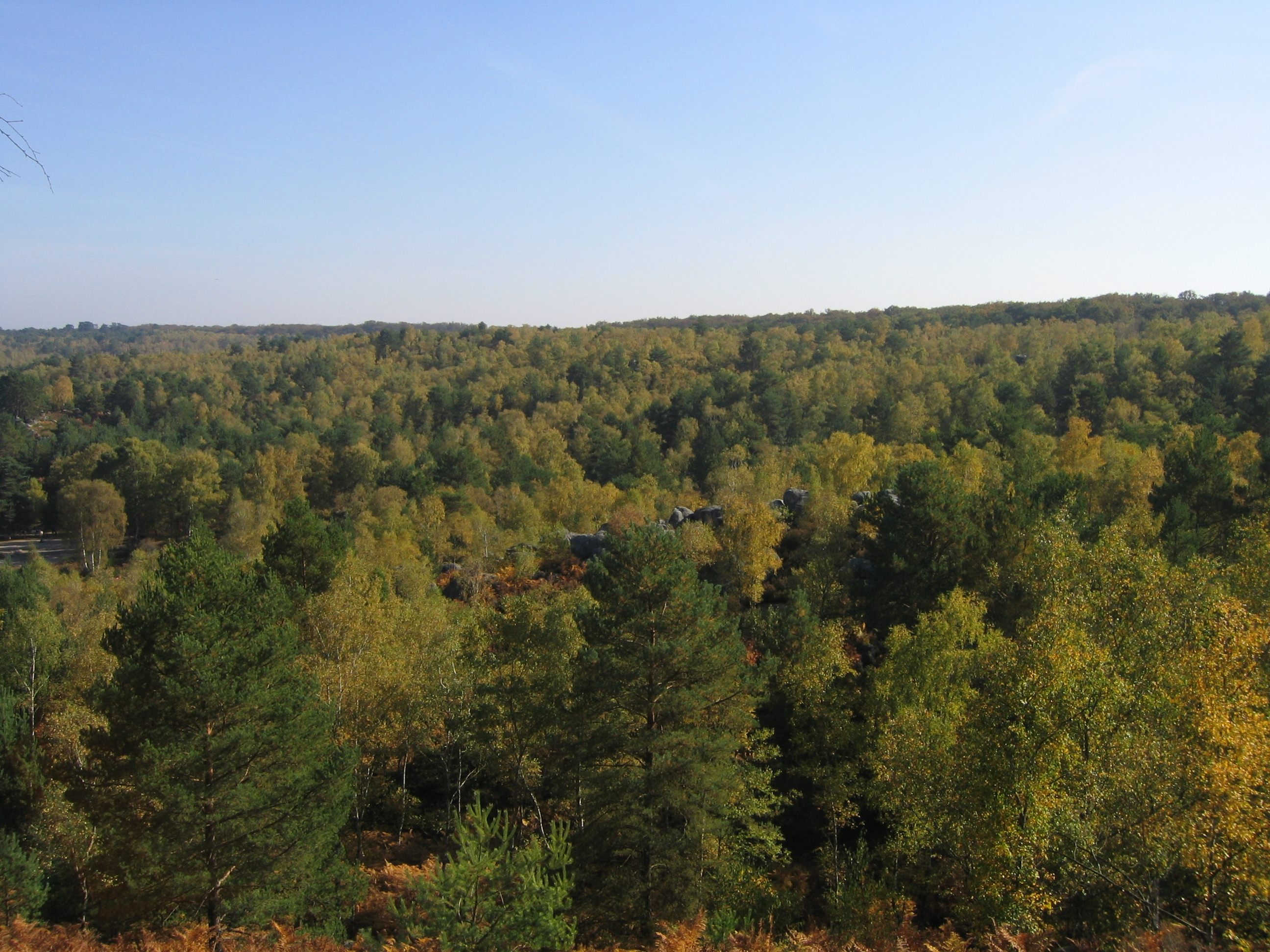
Widok na Las Fontainebleau

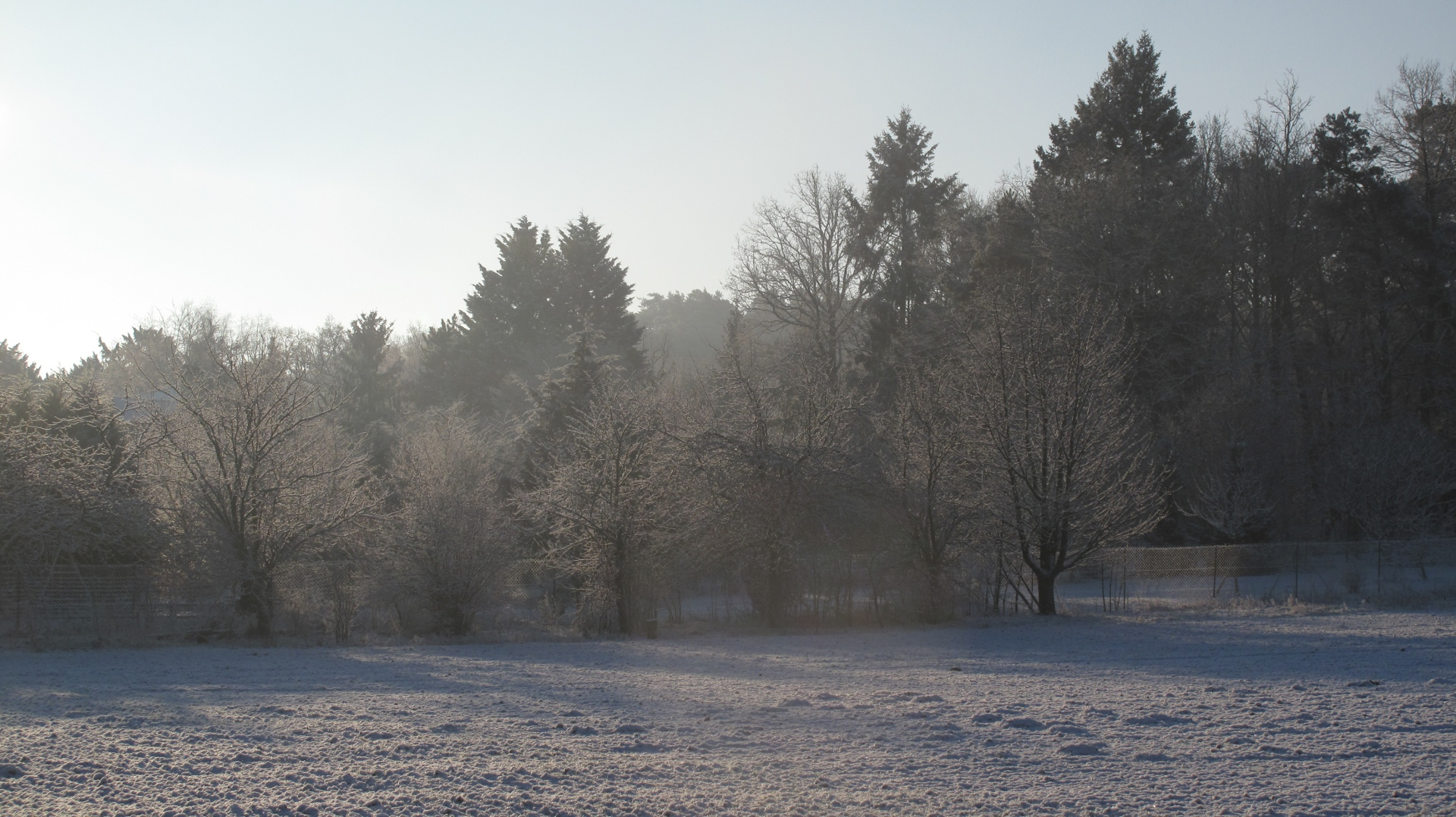
Las Fontainebleau zimą

Las posiada cenne i bogate dziedzictwo przyrodnicze. Występują w nim 54 gatunki ssaków, w tym jelenie, sarny, dziki, borsuki, lisy, żbiki, kuny domowe i leśne, nietoperze, gryzonie i in. Naliczono ponad 200 gatunków ptaków, w tym 102 gniazdujące, w tym do najciekawszych należą: żołny, dzięcioły czarne, dzięcioły średnie, pokrzewki kasztanowate, lelki, świstunki leśne i górskie, lerki, krętogłowy i inne. Znane jest 11 gatunków gadów, w tym wąż Eskulapa, żmija zygzakowata i żmija żebrowana. Płazów naliczono 12 gatunków w tym salamandry i traszki. Znane jest też 5700 gatunków bezkręgowców i 97 gatunków mięczaków.
W drzewostanach puszczy dominują dęby (40%), sosny (40%) i buki (10%). Większość dzisiejszej puszczy (87%) pochodzi z nasadzeń przeprowadzonych w ciągu ostatnich 350 lat. Sosnę wprowadzono do drzewostanów w 1786 r., choć zaczęto ją sadzić na większą skalę w 1830 r., co doprowadziło do licznych protestów miłośników lasu. Wylicza się na terenie lasu 1500 gatunków roślin naczyniowych, 440 gatunków porostów, 480 gatunków mchów i wątrobowców i 1700 gatunków grzybów. Liczne spośród nich są cenne przyrodniczo i zachowały się dzięki ochronie starodrzewu na mniejszej części lasu.

## Ochrona Przyrody

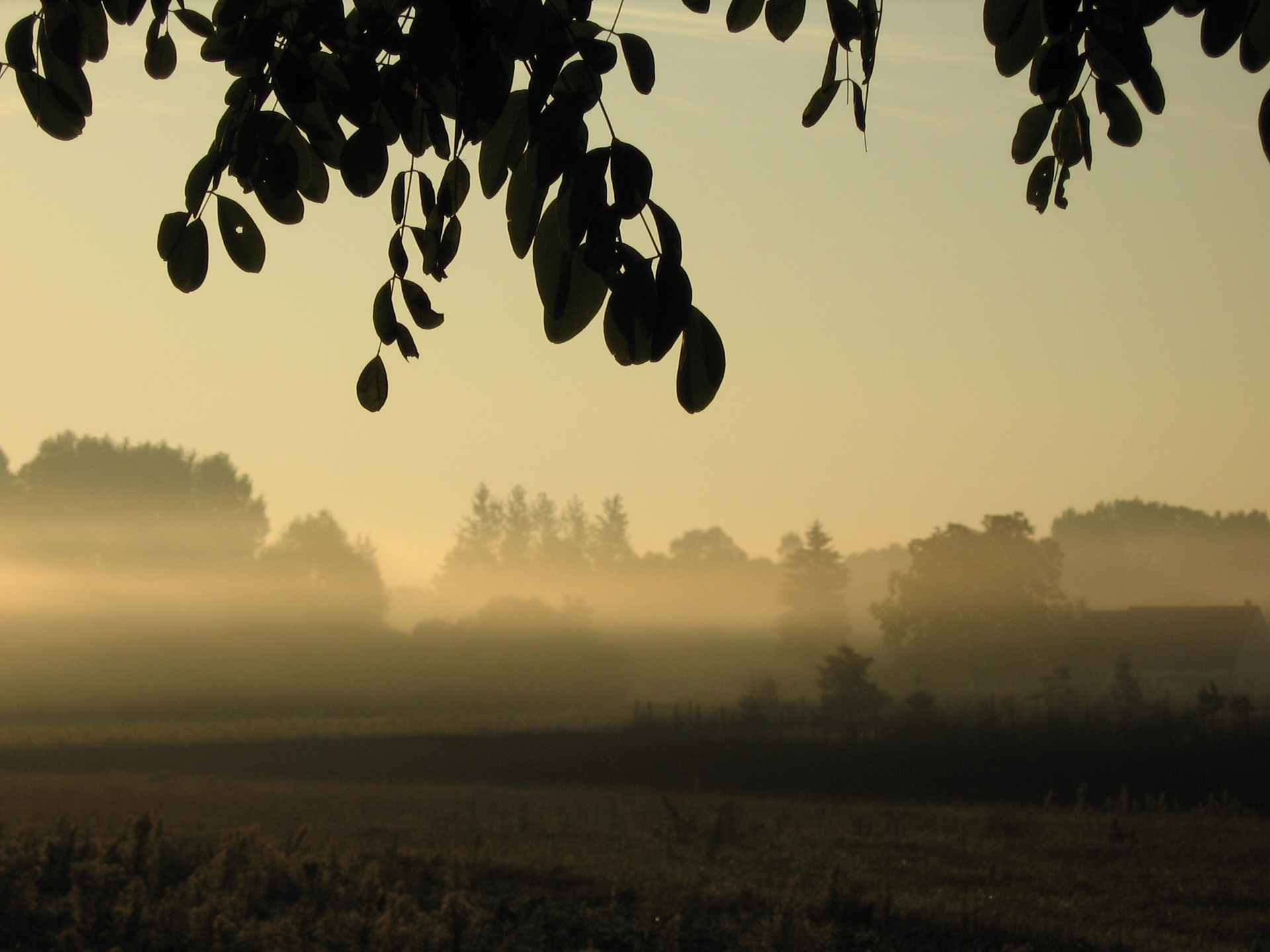
W regionalnym rezerwacie przyrody Bagna Larchant

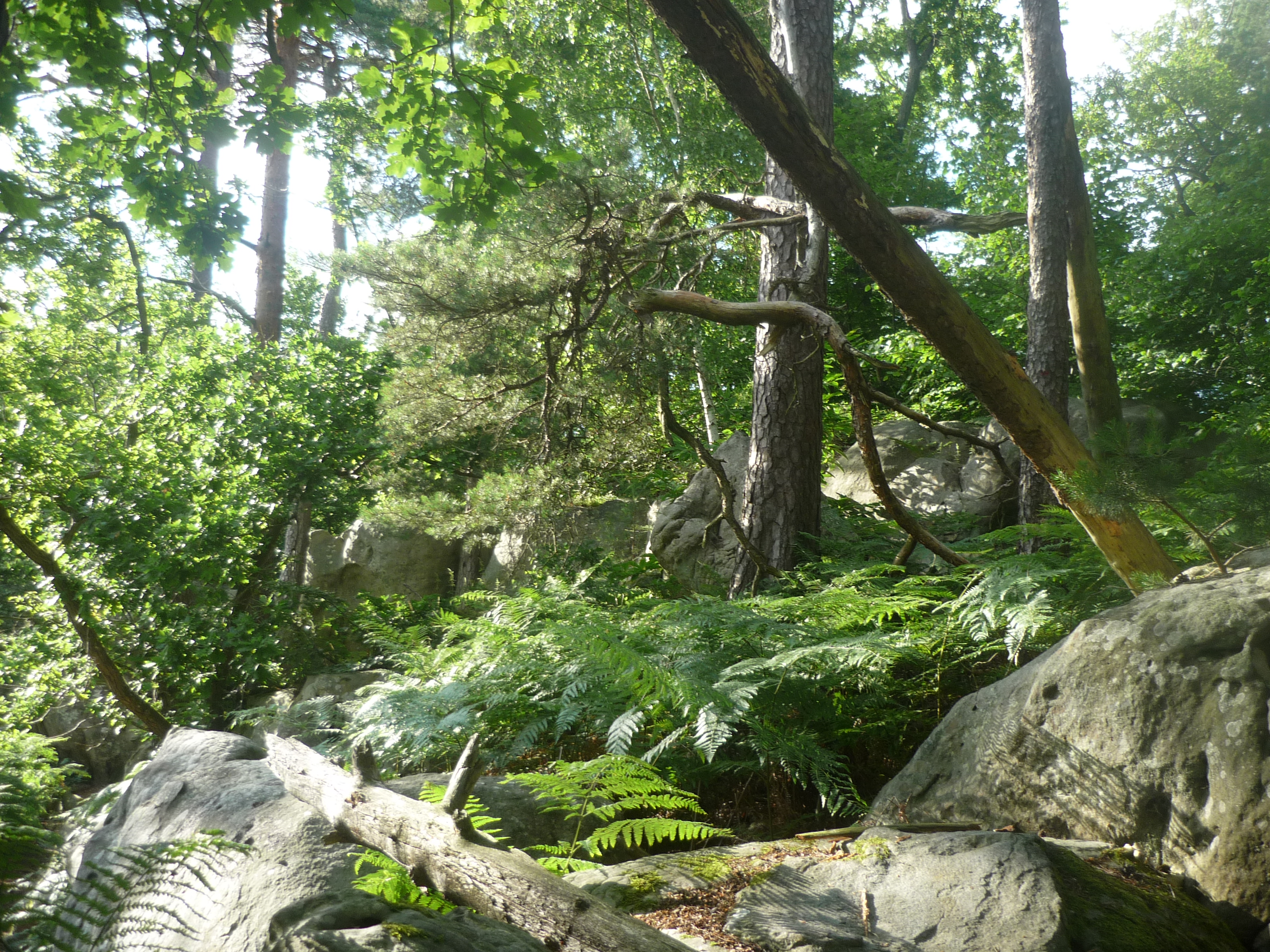
Puszcza w okolicy miasta Fontainebleau

Teren puszczy podlega wielu formom ochrony przyrody, zarówno na poziomie regionalnym, jak i międzynarodowym:
- Las ochronny: chroni cały obszar puszczy przed budową nowej infrastruktury, wymusza utrzymanie obecnego sposobu zagospodarowania terenu.
- Natura 2000 (obszar ochrony ptaków i siedlisk): powołany na obszarze takim, jak las ochronny, wymusza ochronę siedlisk i jest rozpoznawany na poziomie międzynarodowym.
- Rezerwat biosfery UNESCO: powołany w 1998 r. na obszarze puszczy i Parku Regionalnego Gâtinais Francuskiego; ma na celu promowanie zrównoważonego rozwoju i koordynację różnych instytucji działających na jego obszarze oraz widoczność w skali międzynarodowej.
- Obszary klasyfikowane: obszary, których stan nie może zostać zmieniony, bądź zniszczony przez działalność człowieka. Wprowadzone prawem z 2 maja 1930 r. są najstarszą formalną formą ochrony przyrody we Francji pozwalającą ingerować państwu we własność prywatną.
- Rezerwaty biologiczne: powołane po raz pierwszy w 1953 r. na terenie Puszczy Fontainebleau do 1967 r. zastąpiły rezerwaty artystyczne. Są powoływane tylko na terenach leśnych administrowanych przez państwo. Na terenie lasu 1000 ha to rezerwaty ścisłe, do których wstęp jest zabroniony, zaś 1331 ha to rezerwaty częściowe[10]. Rezerwat ścisły Tillaie (34,37 ha) nie doznał wycinki od XIV wieku[11].
- Regionalny rezerwat przyrody Bagna Larchant[12] o powierzchni 123,68 ha położony w południowej części masywu leśnego jest jedynym dotąd terenem zaklasyfikowanym w ten sposób. Jest to rezerwat zarządzany przez prywatne stowarzyszenie.
- Na terenie puszczy wyróżniono też strefy naturalne o wartości ekologicznej, przyrodniczej i florystycznej (fr. Zone naturelle d’intérêt écologique, faunistique et floristique – są to zinwentaryzowane obszary mające wartość przyrodniczą), obszary wrażliwe przyrodniczo (fr. Espace naturel sensible), postanowienia prefekta o ochronie biotopów (fr. arrêté préfectoral de protection de biotope – samorządowa forma ochrony).
- Ponadto istnieje kilkadziesiąt niedużych (1–2 ha) gaików starzenia (fr. bouquet de vieillissement)[13] rozłożonych równomiernie na przestrzeni całego lasu, gdzie nie prowadzi się gospodarki drzewnej w celu wzmocnienia bioróżnorodności lasu.

Las Fontainebleau jest terenem o najdłużej trwających staraniach o utworzenie parku narodowego na świecie. Starania o ochronę często skutkowały powołaniem form stosowanych poza obszarem omawianych lasów. Pierwsze propozycje zaczęły powstawać w 2. poł. XIX wieku, skonkretyzowanym planom przeszkodziła jednak I wojna światowa. Po II wojnie światowej powołanie IUCN miało być jednym z bodźców dla powołania parku narodowego w Fontainebleau, zdecydowano się jednak na inne miejsca. Kolejną próbę podjęto po publikacji raportu DORST w 1999 r., w 2010 r. powstał szczegółowy raport opisujący możliwości powołania parku narodowego. Las Fontainebleau był jednym z obszarów typowanych do powołania pierwszego francuskiego parku chroniącego lasy nizinne, jednak rząd przyznał pierwszeństwo trzem innym propozycjom, z których wybrano lasy Szampanii i Burgundii. Wciąż istnieje możliwość powołania tej formy ochrony przyrody w przyszłości. Zwolennicy parku narodowego podkreślają rozpoznawalność parków narodowych na arenie międzynarodowej i zintegrowanie różnych form ochrony przyrody, przeciwnicy podkreślają presję aglomeracji (miejsce rekreacji – 17 milionów turystów rocznie odwiedza park, tj. niemal trzykrotnie tyle co wszystkie dotychczasowe parki narodowe łącznie).

## Gospodarka

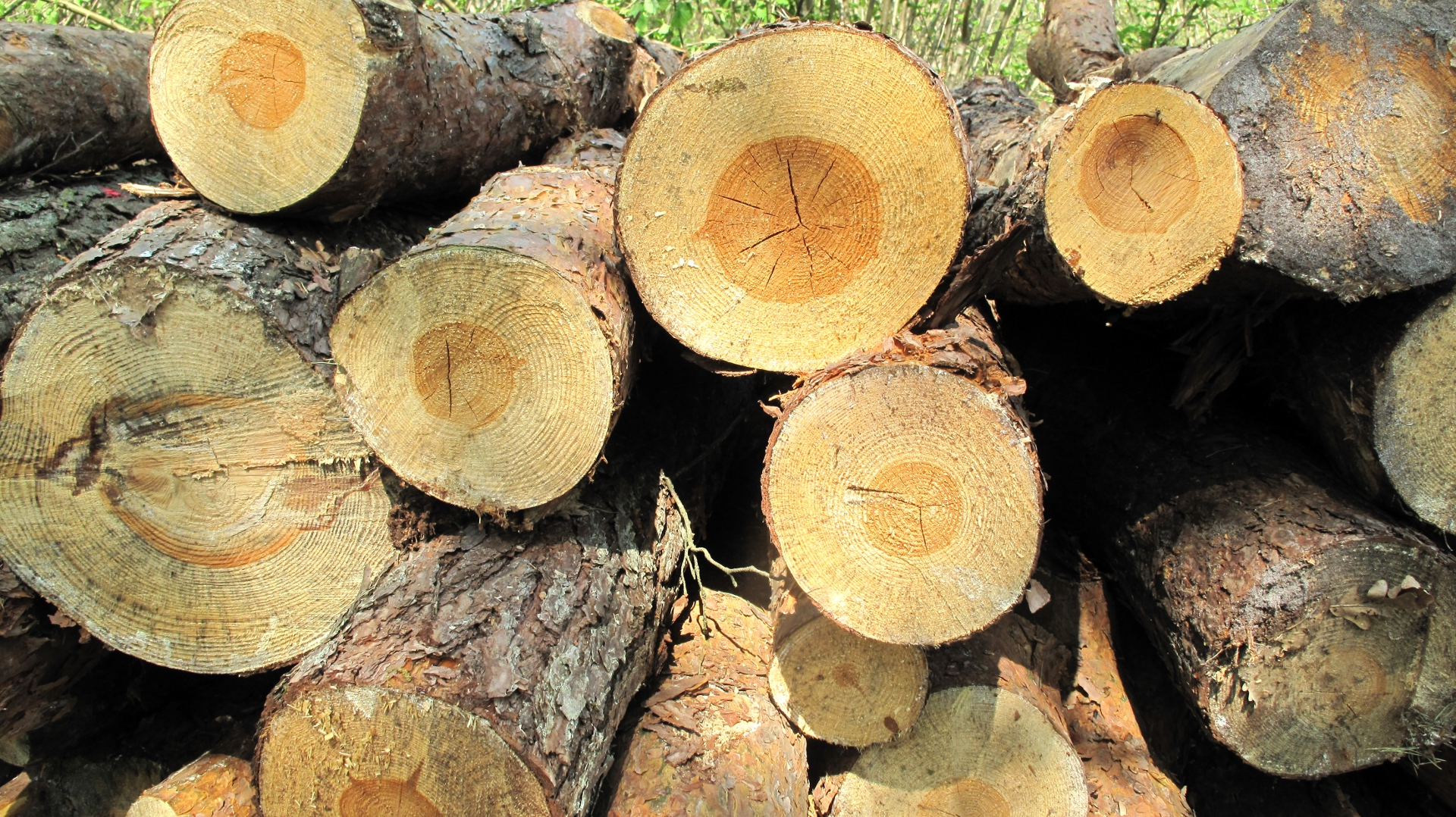
Ścinka drzew w Lesie Fontainebleau

Od roku 1330 do 1983 na terenie puszczy wydobywano piaskowce, które wykorzystywano w pobliskiej aglomeracji. Obecnie główne znaczenie w ekonomii ma turystyka, leśnictwo i wydobycie piasku. Kwarc z Fontainebleau jest ceniony ze względu na swoją jakość i wykorzystywany w nowych technologiach.
Las przetrwał dzięki myślistwu, które praktykuje się do dziś. Regularnie, w sezonie zimowym, odbywają się polowania na jelenie, sarny i dziki.

## Turystyka

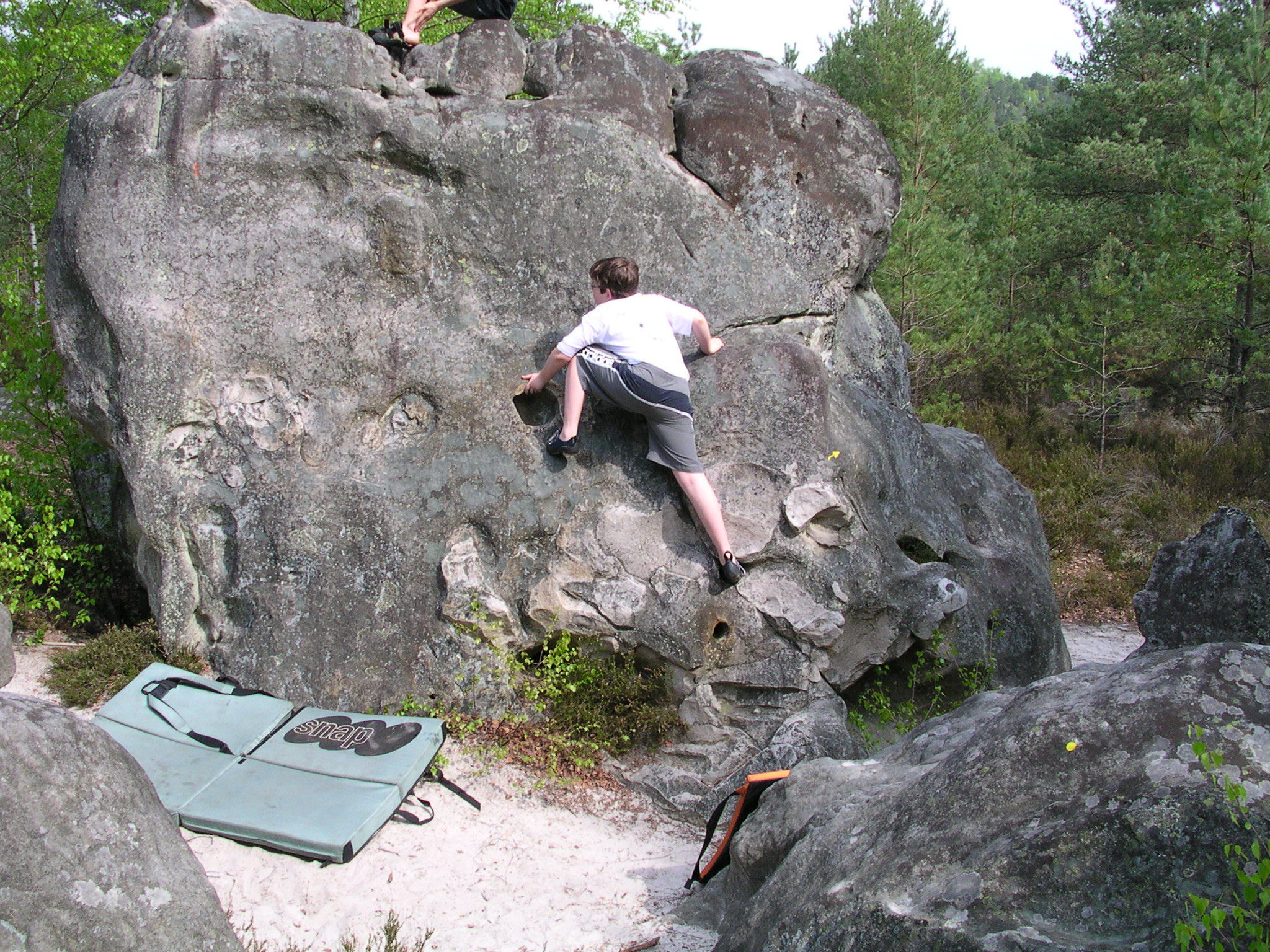
Buldering w Lesie Fontainebleau

Las Fontainebleau należy uznać za jedno z miejsc, gdzie narodziła się turystyka krajoznawcza. W 1837 r. spisano pierwszy przewodnik po lesie „Quatre promenades en forêt de Fontainebleau”, choć dużo większe znaczenie miał inspirowany nim przewodnik wydany przez Claude François Denencourta z 1839 r., który od 1842 r. wytyczył 150 km znakowanych szlaków turystycznych – jednych z najstarszych na świecie. Jego pracę rozwinął Claude Charles Colinet. Powstała w ten sposób sieć 300 km szlaków oznaczona charakterystycznymi niebieskimi znaczkami istnieje do dziś.
Liczne skały i bliskość ludnej aglomeracji paryskiej sprawia, że las jest jednym z najpopularniejszych na świecie miejsc uprawiania boulderingu, określanego mianem bleau.